# چولاکلی
چولاکلی (به ترکی استانبولی: Çolaklı) شهری است در کشور ترکیه که در استان آنتالیا واقع شده‌است. جمعیت این شهر بر اساس سرشماری سال ۲۰۰۸ میلادی ۶٬۳۴۹ نفر و بر اساس برآوردهای سال ۲۰۰۹ میلادی ۷٬۵۳۷ نفر می‌باشد.